# Beauty Is Only Skin Deep
Beauty Is Only Skin Deep è un singolo discografico del gruppo vocale statunitense The Temptations, pubblicato nel 1966.

## Il brano
Il brano è stato scritto da Norman Whitfield e Edward Holland Jr. e prodotto da Whitfield. 

## Tracce
- 7"

1. Beauty Is Only Skin Deep
2. You're Not an Ordinary Girl

## Formazione
- David Ruffin - voce
- Eddie Kendricks, Melvin Franklin, Paul Williams, Otis Williams - cori
- The Funk Brothers - strumenti